# Coeficient de control respiratori
El coeficient de control respiratori és un paràmetre bioenergètic indicatiu del grau d'acoblament de la fosforilació oxidativa amb la cadena respiratòria.
Experimentalment es definiren els estats respiratoris valorant el comportament respiratori de mitocondris aïllats incubats en medi isotònic. D'aquesta manera es defineix com a respiració en estat 4, la taxa de consum d'oxigen en absència d'ADP és a dir, amb la fosforilació oxidativa aturada. Seguidament, en afegir ADP té lloc l'increment de la taxa de consum d'oxigen, situació que es defineix com a respiració en estat 3. La respiració en estat 3 serà més elevada com més alt sigui l'acoblament.
El quocient entre estat 3 i estat 4 és el que es coneix com a Coeficient de control respiratori, indicant un major acoblament com major és aquest quocient. Aquest quocient ha estat especialment útil en l'estudi de l'energètica mitocondrial, en mesures de consum d'ATP sota diferents substrats energètics, en estudis de regulació de la cadena respiratòria, en l'efecte de desacoblants químics com el dinitrofenol (DNP) o el de proteïnes desacoblants mitocondrials (UCPs) com la termogènica UCP1.
Sovint les mesures de respiració o consum d'oxigen en estat 4 es realitzen en presència d'oligomicina (inhibidor de l'ATP sintasa), fet que garanteix la inhibició completa de la fosforilació oxidativa, el que es denomina col·loquialment com a estat 4 vertader.